# Dasypogon parvus
Dasypogon parvus är en tvåvingeart som beskrevs av Camillo Rondani 1851. Dasypogon parvus ingår i släktet Dasypogon och familjen rovflugor. Inga underarter finns listade i Catalogue of Life.